# Alberto Gentili
Alberto Gentili (* 21. Mai 1873 in Vittorio Veneto; † 15. September 1954 in Turin) war ein italienischer Musikwissenschaftler und Komponist. Bekannt ist er vor allem für seine Rolle bei der Wiederentdeckung zahlreicher Partituren Antonio Vivaldis.

## Leben
Alberto Gentili wurde am 21. Mai 1873, nach anderen Angaben am 4. Februar desselben Jahres, im norditalienischen Vittorio Veneto geboren.
Er studierte Komposition bei Cesare Pollini in Padua sowie bei Giuseppe Martucci in Bologna. Parallel studierte Gentili an der Universität Bologna Jura. Gentili setzte seine Ausbildung bei Josef Gabriel Rheinberger in München fort, wo er unter anderem Richard Strauss kennenlernte.
Nach seiner Rückkehr nach Italien war Gentili ab 1925 Dozent für Musikgeschichte an der Universität Turin. In dieser Funktion wurde er 1926 beauftragt, den Wert einer Musikaliensammlung zu beurteilen, den Salesianermönche aus Montferrat der Turiner Nationalbibliothek zum Kauf angeboten hatten. Gentili erkannte schnell, dass die Sammlung zahlreiche autographe Kompositionen von Antonio Vivaldi enthielt und überzeugte den Direktor der Turiner Nationalbibliothek, Luigi Torri, die gesamte Sammlung anzukaufen. Nachdem Gentili über die Nummerierung der Bände bemerkt hatte, dass die Sammlung ursprünglich deutlich größer gewesen sein muss, suchte er mit Torri systematisch nach dem zweiten Teil der Sammlung, die er bald beim Neffen des Marquis Marcello Durazzo fand. So konnte er die Sammlung nach schwierigen Verhandlungen 1930 wieder vereinen. Gentili entdeckte außerdem Manuskripte von Alessandro Stradella, Tommaso Traetta und Francesco Gasparini.
1938 wurde Gentili aufgrund seiner jüdischen Herkunft die Lehrbefugnis entzogen.
Gentili starb am 15. September 1954, nach anderen Angaben am 8. November desselben Jahres, in Turin.